# Allemagne du haut Moyen Âge
 (avril 2010).
Si vous disposez d'ouvrages ou d'articles de référence ou si vous connaissez des sites web de qualité traitant du thème abordé ici, merci de compléter l'article en donnant les références utiles à sa vérifiabilité et en les liant à la section « Notes et références ».
 (avril 2010).
Cet article traite de l'Allemagne durant le haut Moyen Âge. Il fournit un aperçu historique de la période allant de 814 à 1025. À cette époque sous le règne des Carolingiens et des Ottoniens se développa, à partir de l'Est du royaume des Francs, le Saint-Empire romain germanique.

## Le temps des Carolingiens
Après la mort de Charlemagne en 814, son fils Louis le Pieux parvint tout d'abord à maintenir l'unité du royaume des Francs. Il désigna comme successeur son fils aîné Lothaire Ier qu'il avait élevé à la dignité impériale conjointement avec lui en 817.
En 840 après la mort de leur père les jeunes frères de Lothaire Ier, Louis le Germanique et Charles le Chauve se liguèrent contre lui et le vainquirent en 841 à la bataille de Fontenoy-en-Puisaye.
L'entente fut officialisée en 842 par les serments de Strasbourg lesquels furent rédigés en ancien haut allemand (plus précisément en francique rhénan) et aussi en vieux français. Ils comptent parmi les plus anciens témoignages écrits en langue française et allemande.
En 843, le royaume des Francs fut partagé par le traité de Verdun entre la Francie orientale, la Francie occidentale et la Francie médiane. Lothaire reçut la Francie médiane allant du centre de l'Italie à la Frise en passant par la Provence, la Bourgogne, la Lorraine, la Belgique et les Pays-Bas actuels. Il conserva également la dignité impériale. Charles le Chauve reçut la partie ouest et Louis le Germanique la partie est qui comprenait la Bavière, la Souabe, la Hesse, la Thuringe, la Saxe et une partie de la Franconie.
Avec le traité de Meerssen en 870, Charles le Chauve et Louis le Germanique se partagèrent la Lotharingie. Dans le traité de Ribemont, 10 ans plus tard, Louis III le jeune, roi de Francie orientale, prit également le contrôle de la partie ouest de la Lotharingie. Ce partage devait pour l'essentiel fixer la frontière entre la France et l'Allemagne jusqu'en 1648.
Charles le Gros, roi de Francie orientale, obtint la dignité impériale en 881 et réunifia temporairement le royaume franc. Louis l'Enfant, qui mourut en 911, fut le dernier Carolingien roi de Francie orientale. Avec lui disparut définitivement le lien entre les dynasties franques orientales et occidentales.

## L'ère ottonienne (ou des Liudolfinger)
Après la séparation des royaumes, on assista en Francie orientale au déclin de la royauté et à l'ascension des familles nobles. Au cours des combats défensifs contre les Slaves et les Hongrois au cours des IXe et Xe siècles, les puissants duchés de Bavière, Souabe, Franconie et Saxe, prirent un essor considérable. Pour ne pas mettre en danger leurs pouvoirs, les ducs choisirent comme roi Conrad Ier, duc de Franconie, supposé le plus faible d'entre eux.
Henri Ier, duc de Saxe, du lignage des Liudolfinger lui succéda sur sa recommandation et avec le soutien des ducs de Saxe et de Franconie. Henri Ier réussit à consolider La Francie orientale et à la défendre contre les incursions des Hongrois et des Slaves. Sa victoire contre les Hongrois en 933 sur l'Unstrud ne fut cependant pas définitive. En 920, apparut pour la première fois la mention Regnum teutonicum: à côté de l'héritage franc émergeait progressivement la conscience d'une identité allemande.

### Otton le Grand
Henri Ier désigna son fils Otton Ier le Grand comme successeur. Quand les derniers ducs se soulevèrent contre lui, Otton Ier les vainquit. Il les destitua de leurs dignités ducales et installa ses proches en tant que ducs. Ces derniers se soulevèrent néanmoins également plus tard contre lui.
Pour consolider son pouvoir, il s'appuya sur l’Église. Pour cela il nomma des personnes de confiance aux charges ecclésiastiques et attribua à ces charges des fiefs du domaine royal, ainsi que des droits royaux (régalia) avec des pouvoirs séculiers. Ce système de gouvernance appelé Reichskirchensystem (système ecclésiastique impérial) ottonien présentait l'avantage pratique, que les ecclésiastiques en raison de leur célibat ne pouvaient transmettre leurs charges de manière héréditaire; le roi pouvant ainsi après leur mort redistribuer leurs charges à des personnes de confiance.
Otton Ier améliora aussi de manière importante la sécurité extérieure du royaume. En 955, il vainquit les Hongrois de façon décisive à la bataille du Lechfeld.
Il mit en place des Marches comme protection contre les Slaves. Ces marches permettaient de sécuriser les frontières mais aussi servaient à convertir les Slaves à la religion catholique. À l'ouest de l'Elbe de nombreux nouveaux évêchés furent fondés. En 950, la Bohême fut assujettie. En 963, la Pologne dut reconnaître la suprématie du royaume allemand. Otton Ier entama trois campagnes italiennes (951-952 ; 961-965 ; 966-972) grâce auxquelles il put étendre son influence sur le nord et une partie de la région centrale de l'Italie. Lors de la première campagne il vainquit le roi des Lombards Bérenger II. Il épousa la veuve de l'ancien roi Lothaire, Adélaïde de Bourgogne, qui était retenue prisonnière par Bérenger. À la suite de quoi il prit le titre de roi des Lombards.
Lors de la deuxième campagne d'Italie, Otton Ier reçut la couronne impériale des mains du pape Jean XII. En contrepartie il prit la ville papale sous sa protection. De par ses revendications sur le sud de l'Italie, Otton entra en conflit avec l'empereur byzantin qui régnait sur la Calabre et les Pouilles. C'est seulement après de nombreux affrontements armés que les deux maisons impériales se reconnurent mutuellement. Otton II, successeur de Otton Ier, épousa Théophano Skleraina, la nièce de l'empereur Jean Ier Tzimiskès, néanmoins le Sud de l'Italie resta byzantin. L'empire exerçait maintenant de facto son hégémonie sur l'Europe de l’Ouest.

### La fin des Ottoniens

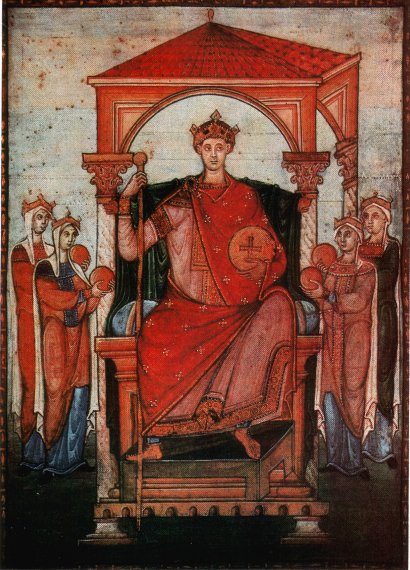

Otton II combattit en Italie du Sud contre les Arabes, qui lui firent subir une cuisante défaite en 983. La même année de nombreux territoires à l'est de l'Elbe furent perdus lors d'un soulèvement des peuples slaves. Après la mort d’Otton II, sa femme Théophano et sa mère prirent la régence de son jeune fils Otton.
Après les débuts de son règne personnel, Otton III échoua dans sa tentative de transférer les centres du pouvoir à Rome. Son rêve, la grandiose Restauratio imperii, qui avait pour but de remettre la ville de Rome au centre de l'empire ne put se réaliser en raison des difficultés rencontrées avec la noblesse italienne, avec les villes et avec la population de Rome. Otton III renoua avec la politique ottonienne d'expansion vers l'est (pèlerinages vers Gniezno).
Le dernier roi ottonien, Henri II, ne put maintenir sa domination face à la Pologne et à la Hongrie. Sous son règne se poursuivit le développement de l'utilisation de l'église comme moyen de gouvernance. Le roi allemand pouvait à sa guise faire et défaire les papes. Pour contrer la sécularisation de l'Église, apparut un mouvement de réforme des monastères depuis les monastères de Cluny, Gorze et Hirsau. Les buts principaux de la réforme étaient le respect de principes de l'Église, en particulier le célibat, ainsi que la lutte contre la simonie et l'investiture laïque.

## Le pouvoir au haut Moyen Âge
Le pouvoir dans le royaume allemand au cours du haut Moyen Âge était un pouvoir de « terrain ». Seul un souverain présent et visible pouvait exercer le pouvoir sur ses sujets et gagner leur confiance. Une absence prolongée était considérée comme une négligence ou un abandon. Le souverain ne pouvant être présent que dans un lieu à la fois, cela entraînait un risque de querelles, d'intrigues et de soulèvements de nobles.
Le souverain devait aussi voyager de lieu en lieu afin de subvenir aux besoins de la cour. Les coûts du logement et de l'alimentation étaient immenses à cause du grand nombre de princes et d'ecclésiastiques avec leurs domestiques qui accompagnaient l'empereur. On peut estimer que le nombre de personnes composant la cour allait de 300 à 1 000 personnes. Les possessions personnelles de l'empereur ou des rois, mais aussi les évêchés et plus tard de plus en plus les villes étaient obligés de pourvoir aux besoins de la cour.
C'est la raison pour laquelle les voyages du souverain n'étaient pas seulement vus avec joie. Même les plus grandes villes de l'empire avaient seulement quelques milliers d'habitants. Les voyages de la cour pouvaient ainsi mettre en difficulté les petites villes, les monastères et les évêchés, autant à cause de l'insuffisance des ressources alimentaires que des pillages qui se produisaient au passage de la cour.
Les étapes journalières de la cour étaient probablement d'une trentaine de kilomètres comme nous pouvons la reconstituer d'après les lieux où étaient édictées les chartes. Des séjours de plus de six semaines dans un même lieu étaient extrêmement rares.

## La vie quotidienne
La majeure partie de la population du haut Moyen Âge vivait à la campagne, la plupart du temps dans des fermes constituées de plusieurs bâtiments remplissant diverses fonctions. Jusqu'au XIe siècle les nobles habitaient eux aussi dans de telles fermes puis ils construisirent des bâtiments de plus grande valeur en pierre, se détachant ainsi du reste de la population.
Dans chaque ferme se trouvait un point d'eau sous la forme d'un puits ou d'un cours d'eau et les bâtiments étaient entourés par une clôture en clayonnage ou par une haie. À l'intérieur de l'enceinte se trouvait également un jardin qui fournissait des fruits, des légumes et des herbes.
À l'exception des villes d'origine romaine, il n'existait pas d'autres villes. Néanmoins des cités commencèrent à se développer autour des évêchés, des monastères, d'établissements commerciaux, des châteaux et places fortes des familles nobles. Ces cités sont par exemple à l'origine de Magdebourg, Limburg an der Lahn, Essen, Dortmund ou Cassel.

### Les habitations
Les bâtiments de pierre du haut Moyen Âge et des siècles suivants qui nous sont parvenus ne sont pas représentatifs de la manière dont vivait la majorité de la population. Presque partout les gens vivaient dans des maisons en bois. Non seulement à la campagne mais aussi dans les villes, les monastères et les châteaux forts étaient encore la plupart du temps construits avec la technique ancestrale des meneaux qui remonte à l'âge de la pierre polie. De telles constructions sont visibles dans le centre historique de Bamberg (XIe et XIIe siècles). Elles étaient très représentatives des traits caractéristiques des palais de l'époque.
Les bâtiments construits selon la technique des meneaux présentaient certains défauts de construction, par exemple le bois à proximité du sol pourrissait ce qui conduisait à des déformations des murs vers l'intérieur du bâtiment. C'est pourquoi des nouvelles techniques de construction s'imposèrent. Ainsi apparurent entre autres les toits de chevrons et à la place des anciens murs remplis de torchis les premiers murs à colombages.
Malgré les mauvaises conditions de conservation des bâtiments en bois dans de nombreuses régions de l'Allemagne (les découvertes ont essentiellement été faites sur les côtes et dans les régions humides plus favorables à la conservation du bois), une grande variété de types d'habitations et de fermes ont été observées. Ainsi sur les côtes de la mer du Nord, de longues habitations-étables, dans lesquelles les hommes et le bétail vivaient sous le même toit, étaient courantes. Les bâtiments annexes étaient ainsi accessoires. Aux environs de l'an mil, il semble qu'il se soit développé dans l'Allemagne du Nord une forme primitive de ce qui allait devenir la niederdeutschen Hallenhauses (sorte de maison multifonction). De l'Allemagne centrale jusqu'aux Alpes, on construisait de préférence des fermes constituées de plusieurs bâtiments ; le bâtiment principal étant ainsi seulement de taille moyenne.

### L'habillement

#### Généralités

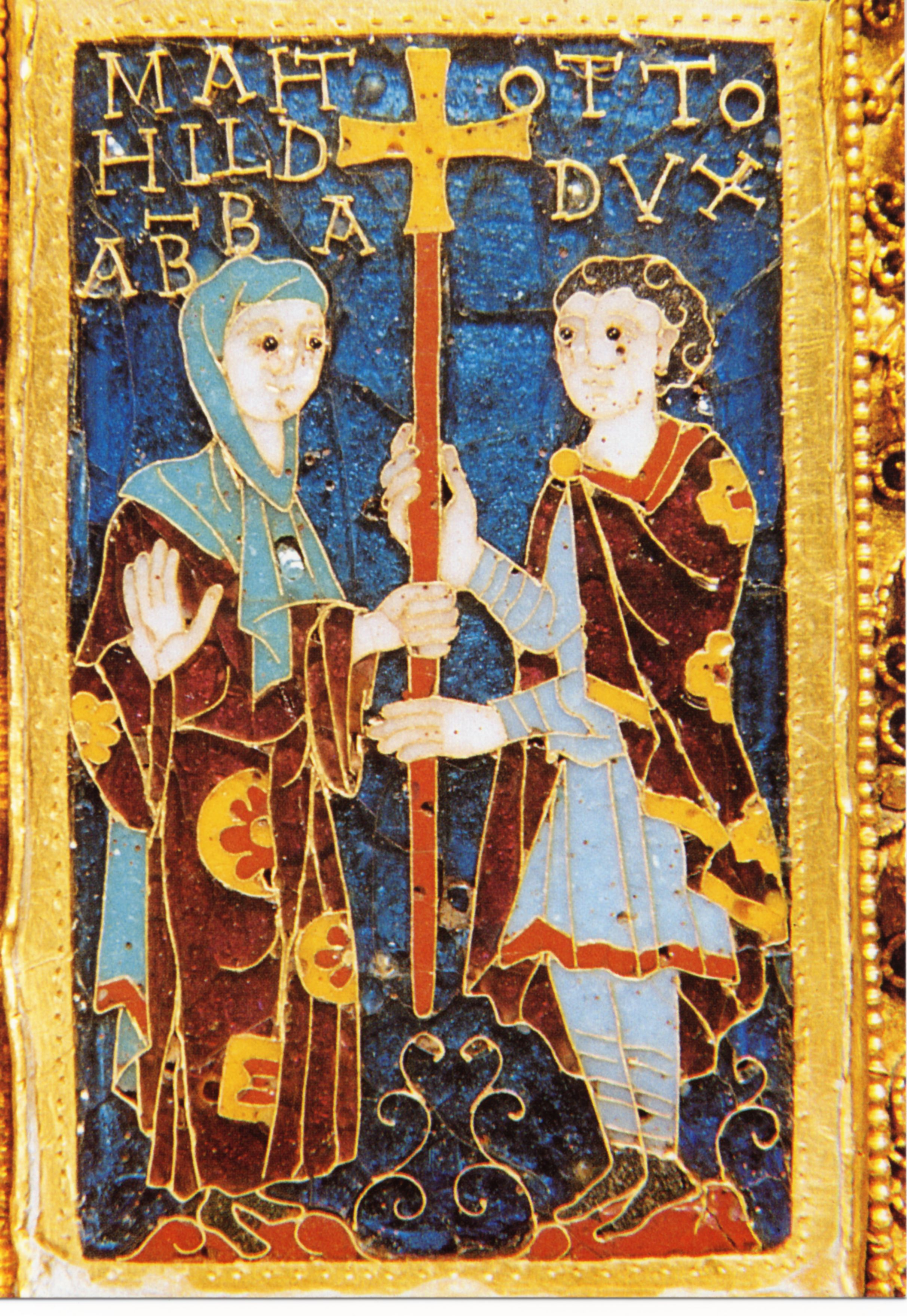
Mathilde II d'Essen et son frère Otton Ier de Souabe, plaque de donation du Crucifix de Mathilde, émail, vers 982

Peu de pièces d'habillement de cette période nous sont parvenues. Les pièces conservées appartenaient principalement à des représentants de la haute noblesse ou du clergé. Au mieux, l'habillement de cette époque, et plus particulièrement des Xe et XIe siècles, nous est connu par des représentations contemporaines.
Le vêtement le plus répandu, aux alentours du XIe siècle, était la tunique qui venait en supplément du pantalon, qui aujourd'hui s'apparenterait plutôt à un collant. La tunique était une sorte de chemise tombante portée indifféremment par les hommes et les femmes. Elle était portée comme vêtement du dessus ou du dessous, était utilisée avec ou sans manches et on pouvait faire varier sa longueur à l'aide d'une ceinture à la taille. Sur l'illustration le frère et la sœur portent des tuniques de même couleur et de matière identique, la tunique de l'homme étant plus courte.
La comparaison des représentations de l'époque montre une certaine uniformité dans l'habillement féminin. Les femmes nobles portaient des tissus de grandes valeurs agrémentés de perles et de fil d'or. Ainsi l'épouse de Henri II, Cunégonde, porte sur une illustration dans le livre de dédicaces des empereurs, une tunique vert pétrole en brocart, nommée « cotte », un manteau pourpre, qui montre clairement sa dignité impériale. Une illustration sur un manuscrit de Rabanus Maurus montre une fileuse, portant également une tunique, qui est néanmoins ceinte au-dessus des hanches pour l'adapter au travail.
Les paysans et les artisans portaient au travail seulement un vêtement descendant jusqu'au genou, de coupe semblable à celle d'une tunique. Normalement ils allaient pieds nus. Les commerçants quant à eux portaient une tunique descendant jusqu’aux pieds, ceinte à la taille et des chaussures basses. Malgré des vêtements de coupe quasi identique, l'état des vêtements n'était pas le même.

#### Matériaux et couleurs
À l'exception de quelques matières onéreuses comme le brocart, qui étaient importées et seulement à la disposition de la haute noblesse, les vêtements étaient principalement fabriqués en laine et en lin. Les familles paysannes fabriquaient elles-mêmes leurs tissus, tandis que le roi, l’Église et la haute noblesse disposaient de leurs propres ateliers de fabrication. Pour le reste, les fermes de maîtres se procuraient les tissus nécessaires du travail dû par leurs sujets.
La plupart du temps les textiles n'étaient pas teints, de sorte que les couleurs naturelles prédominaient. Néanmoins certaines illustrations, des recettes de fabrications de certaines couleurs et les découvertes archéologiques démontrent que des tissus de couleurs étaient également produits. Par exemple à partir du bouleau, de la tanaisie, de la chélidoine, on pouvait obtenir la couleur jaune. La plante principale pour le rouge était la garance des teinturiers, néanmoins d'autres plantes telles le chenopodium, l'érable, le prunellier ainsi que certains lichens étaient aussi employés. Pour le bleu par contre une seule plante tinctoriale était à disposition, le pastel des teinturiers. Le colorant pourpre, obtenu à partir de l’Hexaplex trunculus, était tellement précieux que son usage était réservé à la haute noblesse.

### L'alimentation

#### Les aliments
Les principaux animaux de ferme du haut Moyen Âge allemand étaient les bovins, les moutons, les chèvres, et les porcs. Le bovin était l'animal le plus productif de l'époque. On l'utilisait pour le travail des champs et son lait et sa viande étaient essentiels dans l'alimentation. Les moutons et les chèvres fournissaient du lait et de la viande mais aussi de la laine. Le porc servait presque exclusivement à fournir de la viande. La consommation de viande chevaline était interdite pour des raisons religieuses.
La viande était la plupart du temps consommée cuite, la viande rôtie passait pour un plat de choix. Les animaux de boucherie étaient complètement utilisés; la viande mais aussi les abats, les pieds, les os et les tendons étaient soit consommés soit utilisés comme matière première.
La grande variété de fruits et de légumes, telle qu'elle existe aujourd'hui, est seulement connue depuis l'époque moderne. Les principales variétés de légumes de cette époque étaient les lentilles et les petits pois. On connaissait également l'aneth, le fenouil, le persil, les blettes, le céleri et différentes sortes de choux et de navets. Les fruits étaient également cultivés ou bien récoltés dans la forêt, comme le raisin, les poires, les pommes, les guignes, les prunes et les fruits sauvages comme les fraises sauvages, les framboises, les mûres, les airelles, le cynorhodon, les baies de prunellier et les baies de sureaux noires.

#### Conservation
Il existait plusieurs possibilités afin de conserver les aliments et pouvoir les consommer pendant l'hiver. La plus onéreuse était la conservation de la viande et des légumes avec du sel. Bien qu'aucune preuve archéologique ne vienne corroborer cette théorie, il est vraisemblable que le fumage était une technique de conservation employée.
Lors de fouilles dans des cités moyenâgeuses, on a retrouvé des puits, qui étaient utilisés pour la conservation au froid et l'entreposage d'aliments. Dans les Alpes, il existait des bâtiments sur pilotis pour la conservation des céréales, ainsi la marchandise entreposée n'était pas accessible aux souris et aux rats. À côté de cela des entrepôts de plain-pied étaient également utilisés.
On peut supposer qu'à cause des possibilités limitées de conservation et de stockage, les aliments devaient fréquemment être touchés par des moisissures, infestés par des champignons et de la pourriture. Ce qui n'était pas profitable à la santé humaine et pouvait provoquer des épidémies comme le mal des ardents.